# Metopoceras swinhoei
Metopoceras swinhoei är en fjärilsart som beskrevs av Butler 1883. Metopoceras swinhoei ingår i släktet Metopoceras och familjen nattflyn. Inga underarter finns listade i Catalogue of Life.